# Pudukkottai
Pudukkottai (Tamil: புதுக்கோட்டை, früher Pudukota) ist eine ca. 130.000 Einwohner zählende Großstadt im indischen Bundesstaat Tamil Nadu; sie ist Verwaltungssitz des Distrikts Pudukkottai.

## Lage und Klima
Pudukkottai liegt gut 2 km (Luftlinie) nördlich des Flusses Vellaru (ehemals Vellar) in einer Tiefebene. Die Großstädte Tiruchirappalli und Thanjavur sind zwischen 50 und 60 km in nördlicher Richtung entfernt; Pudukkottai ist an die Bahnlinie zwischen Chennai und Rameswaram angeschlossen. Das Klima ist meist feuchtwarm bis heiß; Regen (ca. 1400 mm/Jahr) fällt überwiegend in den Monsunmonaten Juni bis November.

## Bevölkerung
Ca. 88 % der Einwohner Pudukkottais sind Hindus, 7 % sind Muslime und knapp 5 % Christen. Die Hauptsprache ist, wie in ganz Tamil Nadu, das Tamil, das von 97 % der Bevölkerung als Muttersprache gesprochen wird.

## Wirtschaft
Die wirtschaftliche Grundlage der Stadt bilden die Textil-, Lebensmittel- und chemische Industrie. Die Staatsregierung von Tamil Nadu betreibt eine Druckerei in Pudukkottai.

## Geschichte
Auf dem Gemeindegebiet von Pudukkottai wurden mehrere römische Goldmünzen gefunden. Wie aus Tempelinschriften hervorgeht, bestand eine Siedlung namens Pudukkottai wohl schon im 13. Jahrhundert zur Zeit der Chola-Könige. Die eigentliche Gründung der Stadt erfolgte jedoch erst im Jahr 1686 durch Iragunata Rayattondaiman, einen General und Statthalter des Herrschers von Tirumayam. Dieser baute Pudukkottai zur Hauptstadt seines gleichnamigen Reiches aus. Zwischen 1732 und 1734 war die Stadt Schauplatz der kriegerischen Auseinandersetzungen um den Thron von Arcot zwischen Chanda Sahib und Pudukkottais Verbündetem Mohamed Ali. Dabei wurden Teile der Stadt zerstört. Ab dem frühen 19. Jahrhundert hatte ein Resident der Britischen Ostindien-Kompanie seinen Sitz in der Stadt, die 1812 auf dessen Geheiß niedergebrannt und schachbrettartig neu angelegt wurde. Bis zum Jahr 1947 blieb Pudukkottai Hauptstadt des gleichnamigen Fürstenstaates unter britischer Oberhoheit.

## Sehenswürdigkeiten
In der Stadt gibt es keine historisch oder kulturell bedeutsamen Sehenswürdigkeiten. Diese finden sich aber in verschiedenen, über den Distrikt verteilten Orten.

## Söhne und Töchter der Stadt
- Muthulakshmi Reddy (1886–1968), Ärztin, Sozialreformerin und Politikerin
- Gemini Ganesan (1919–2005), Schauspieler
- Suriya Loganathan (* 1990), Leichtathletin